# Club de Viña del Mar
El Club de Viña del Mar es un club de caballeros, ubicado en la Plaza Sucre, en la ciudad de Viña del Mar, Región de Valparaíso, Chile. Fue fundado por el comerciante porteño Jorge Borrowman el 19 de junio de 1901 con una reunión realizada en la 1.ª Compañía de Bomberos de la ciudad.
El 15 de octubre de 1901 se inauguró la nueva sede social ubicada en una casona arrendada en calle Álvares. Esta sede quedó destruida en el terremoto de 1906, por lo que se decidió construir una sede definitiva para el club. Con la ayuda de varios socios se compró un terreno cerca de la Estación de Ferrocarriles y se encargó la construcción del edificio al arquitecto italiano Ettore Petri, que fue inaugurado en 1910.
Posteriormente el edificio fue ampliado con nuevas dependencias y servicios como la ampliación y construcción de la pérgola, inauguradas el año 1930. En el año 2000, el Concejo Municipal de Viña del Mar declaró la construcción como de interés histórico y arquitectónico.